# 秘鲁奥林匹克委员会
秘鲁奥林匹克委员会（西班牙語：Comité Olímpico Peruano，IOC编码：PER）是代表秘鲁的国家奥林匹克委员会。秘鲁奥林匹克委员会成立于1924年，并于1936年获得国际奥林匹克委员会的认可。该组织也是泛美体育组织的成员。

## 外部连结
- 官方网站 （西班牙文）